# Thủy điện Đăk Psi
Thủy điện Đăk Psi là nhóm các thủy điện xây dựng trên dòng đăk Psi  trên vùng đất các huyện Tu Mơ Rông và Đăk Hà tỉnh Kon Tum, Việt Nam .
Thủy điện Đăk Psi ban đầu dự kiến có 5 bậc, trong đó Thủy điện Đăk Psi 4 được xây dựng đầu tiên, lớn nhất và thường được gọi là Thủy điện Đăk Psi. Sau này có sự điều chỉnh và thu hồi bớt số dự án làm giảm bậc, rồi đến năm 2018 lại tăng, nhưng ít công bố.

## Các bậc thủy điện
Thủy điện Đăk Psi 1 có công suất lắp máy 4 MW với 2 tổ máy, xây dựng trên vùng đất xã Tê Xăng huyện Tu Mơ Rông, khởi công năm 2017 hoàn thành năm 2018. 14°54′39″B 107°58′53″Đ / 14,910778°B 107,981432°Đ
Thủy điện Đăk Psi 2B có công suất lắp máy 14 MW với 2 tổ máy, hàng năm 52,5 triệu kWh, xây dựng trên vùng đất xã Văn Xuôi và xã Tu Mơ Rông huyện Tu Mơ Rông, khởi công tháng 12/2010 hoàn thành năm 2018. 14°51′57″B 108°00′53″Đ / 14,865917°B 108,014813°Đ
Thủy điện Đăk Psi 3 có công suất lắp máy 15 MW với 3 tổ máy, xây dựng trên vùng đất các xã Đăk Psi huyện Đăk Hà và xã Tu Mơ Rông huyện Tu Mơ Rông, khởi công tháng 12/2010 hoàn thành tháng 9/2012 . 14°46′17″B 108°00′07″Đ / 14,771339°B 108,002013°Đ
Thủy điện Đăk Psi 4 có công suất lắp máy 30 MW với 3 tổ máy, xây dựng trên vùng đất các xã Đăk Psi huyện Đăk Hà và xã Đăk Hà huyện Tu Mơ Rông, khởi công cuối năm 2007 hoàn thành tháng 10/2010 .
Thủy điện Đăk Psi 5 có công suất lắp máy 10 MW với 2 tổ máy, xây dựng trên vùng đất xã Đăk Psi huyện Đăk Hà khởi công năm 2009, hoàn thành năm 2014 . 14°39′39″B 107°56′17″Đ / 14,66075°B 107,937924°Đ
Thủy điện Đăk Psi 6 có công suất lắp máy 12 MW với 2 tổ máy, sản lượng điện hàng năm 50 triệu KWh, xây dựng trên vùng đất xã Đăk Long huyện Đăk Hà, khởi công năm 2018, hoàn thành năm 2020. 14°37′26″B 107°53′47″Đ / 14,62378°B 107,896358°Đ
Thủy điện Đăk Trưa 1&2 có công suất lắp máy 8,8 MW với 2 tổ máy, sản lượng điện hàng năm 30 triệu KWh, xây dựng trên suối Đăk Trưa ở xã Đăk Pxi huyện Đăk Hà và xã Tu Mơ Rông huyện Tu Mơ Rông. 14°42′53″B 108°00′13″Đ / 14,714736°B 108,003551°Đ Suối Đăk Trưa là phụ lưu của sông Đăk Psi.

## Đăk Psi
Đăk Psi là phụ lưu của krông Pô Kô, chảy ở vùng đất các huyện Tu Mơ Rông, Đăk Hà và Đăk Tô tỉnh Kon Tum .

## Tác động môi trường dân sinh
Để triển khai các dự án thủy điện, tỉnh Kon Tum đã có nhiều chính sách ưu đãi cho công trình. Tuy nhiên chủ đầu tư lại... quên thực hiện nghĩa vụ của mình trong việc đến bù và tái định cư những người bị ảnh hưởng .

## Chỉ dẫn
1. ↑  Trong tiếng các dân tộc thuộc nhóm ngôn ngữ Môn-Khmer ở Tây Nguyên và trong tiếng Việt cổ (trước thế kỷ 16, xem Chữ Nôm) thì đăk đã có nghĩa là nước, sông, suối, còn krông nghĩa là sông.
2. ↑  Theo Bản đồ tỷ lệ 1:50.000 tờ D-48-36D, Cục Đo đạc và Bản đồ (2004) thì tên sông viết là đăk Psi, nhưng tên xã viết là xã Đăk Pxi huyện Đăk Hà.